# Vojniće
Vojniće település Szerbiában, a Raskai körzet Novi Pazar községében.

## Népesség
- 1948-ban 236 lakosa volt.
- 1953-ban 305 lakosa volt.
- 1961-ben 236 lakosa volt.
- 1971-ben 228 lakosa volt.
- 1981-ben 142 lakosa volt.
- 1991-ben 152 lakosa volt.
- 2002-ben 115 lakosa volt, akik közül 74 szerb (64,34%) és 41 bosnyák (35,65%).